# Castello di Commercy
Il castello di Commercy è un castello situato nella città di Commercy, nel dipartimento francese della Mosa. Fu la residenza principale del regnante principe di Commercy e fu costruito da Carlo Enrico di Lorena. Il sito, il castello e il parco, sono stati classificati Monument historique nel 1960, con la città che viene aggiunta nel 1972.

## Storia
Nel 1708, Carlo Enrico di Lorena, prince de Vaudémont, un figlio legittimato del Duca di Lorena, cominciò a ricostruire il vecchio edificio su progetto di Germain Boffrand. Nello stesso periodo, Boffrand aveva anche incominciato a lavorare al vicino castello di Lunéville, allora residenza del cugino di Carlo Enrico, Leopoldo di Lorena, l'allora duca di Lorena.
Nel 1723, a Leopoldo fu dato il principato di Commercy alla morte di Carlo Enrico senza eredi. In quanto tale, Commercy divenne un'altra terra nelle mani del casato di Lorena. Nel 1729, Leopoldo morì a Lunéville e fu succeduto da suo figlio, Francesco III di Lorena, futuro consorte dell'imperatrice Maria Teresa d'Austria.
Alla fine della guerra di successione polacca nel 1737, i ducati di Lorena e Bar furono ceduti all'ex re senza terra Polonia, Stanislao Leszczyński, padre di Maria, regina consorte di Luigi XV di Francia. Come Stanislao si trasferì nel palazzo ducale a Lunéville, il principato di Commercy fu dato alla vedova di Leopoldo, la duchessa madre di Lorena, Elisabetta Carlotta d'Orléans, nipote di Luigi XIV e sorella del defunto Filippo d'Orléans.
Dall'11 settembre al 5 ottobre 1738, Françoise de Graffigny rese a "Madame de Lorraine" una visita di congedo a Commercy, e le sue lettere a François-Antoine Devaux delineano un quadro vivace della vita lì.
Quando la duchessa madre di Lorena morì d'infarto, a Commercy, il 23 dicembre 1744, la proprietà del castello ritornò a Stanislao Leszczyński, sotto il quale il castello ebbe il suo periodo d'oro. Stanislao e la sua corte facevano frequenti visite a Commercy, dove l'etichetta era più rilassata e i piaceri sociali erano l'occupazione principale. Nell'estate del 1748, Voltaire, Émilie du Châtelet e Saint-Lambert trascorsero luglio e parte di agosto lì. Nel 1755, Madeleine Paulmier soggiornò al castello e, secondo la legenda, diede il suo nome ad una torta, gâteau Madeleine. Alla fine il sito divenne noto localmente come il Château Stanislas.
Alla morte di Stanislao, nel 1766, i ducati di Lorena e Bar ritornarono alla corona. L'edificio divenne poi alloggio per una unità di cavalleria locali.
Trascurato, i giardini divennero rapidamente coperti di vegetazione; il grande parterre e il grand canal furono distrutti, e il loro sito originale è oggi occupato da piccoli edifici. Alcuni vecchi pezzi decorativi tuttavia sono visibili sulla riva del fiume Mosa.
Per decenni, l'area fu un rudere. Nel XIX secolo, funse nuovamente per l'esercito come alloggi per una guarnigione.
Il XX secolo ha visto l'edificio utilizzato come alloggio per i soldati nel 1940 durante la seconda guerra mondiale; il 31 agosto 1944, il castello fu gravemente danneggiato da un incendio; e, nel 1957, la città di Commercy acquistò i ruderi dallo Stato al fine di effettuare il suo restauro. Completato nel 1977, include la ricostruzione della facciata sul cortile (foto sopra) di fronte alla città, e la restaurazione del bel piazzale a forma di ferro di cavallo.
Oggi, il castello ospita il municipio di Commercy, la biblioteca comunale, e diversi uffici amministrativi.

### Proprietari
- 1708-1723: Carlo Enrico di Lorena, principe do Vaudémont
- 1723-1729: Leopoldo di Lorena, duca di Lorena
- 1729-1737: Francesco di Lorena, duca di Lorena
- 1737-1744: Elisabetta Carlotta d'Orléans, duchessa madre di Lorena
principessa di Commercy
- 1744-1766: Stanislao Leszczyński
- 1766-1793: stato francese

### Galleria d'immagini

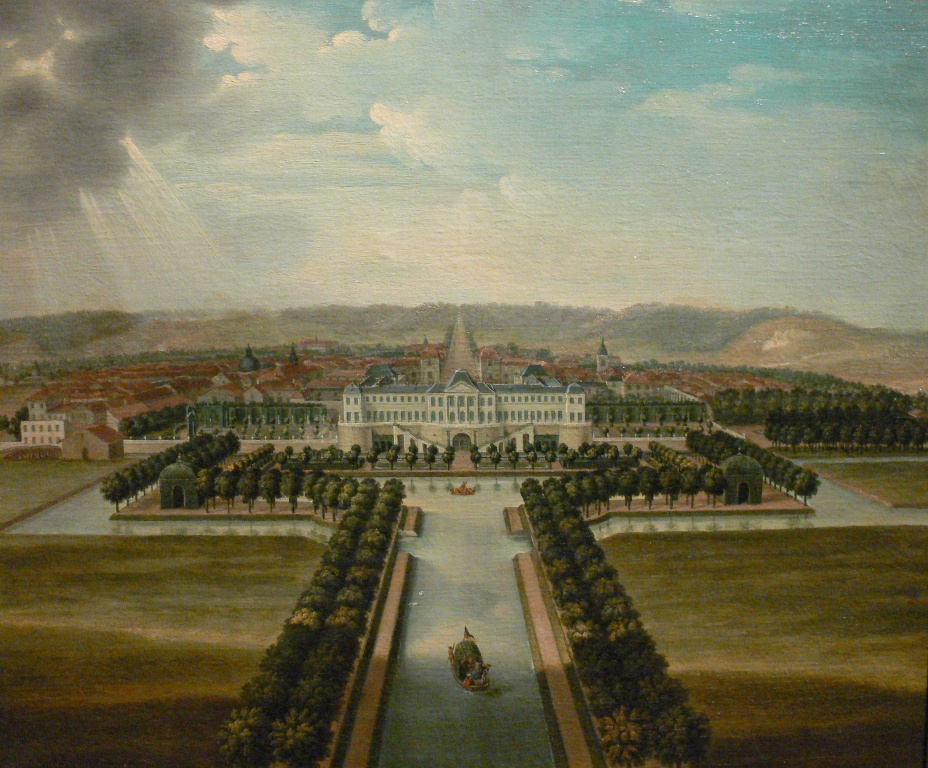
Veduta del castello e della città di Commercy, da un artista anonimo (XVIII secolo); Musée des Beaux-Arts de Nancy, Francia
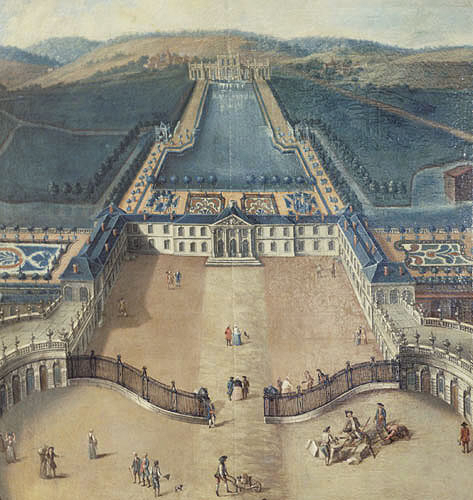
Commercy, da un artista anonimo (XVIII secolo); Musée de Lunéville, Francia
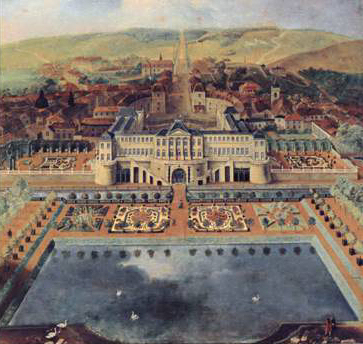
Il parterre ed il pièce d'eau di fronte al castello di Commercy, da un artista anonimo (XVIII secolo).
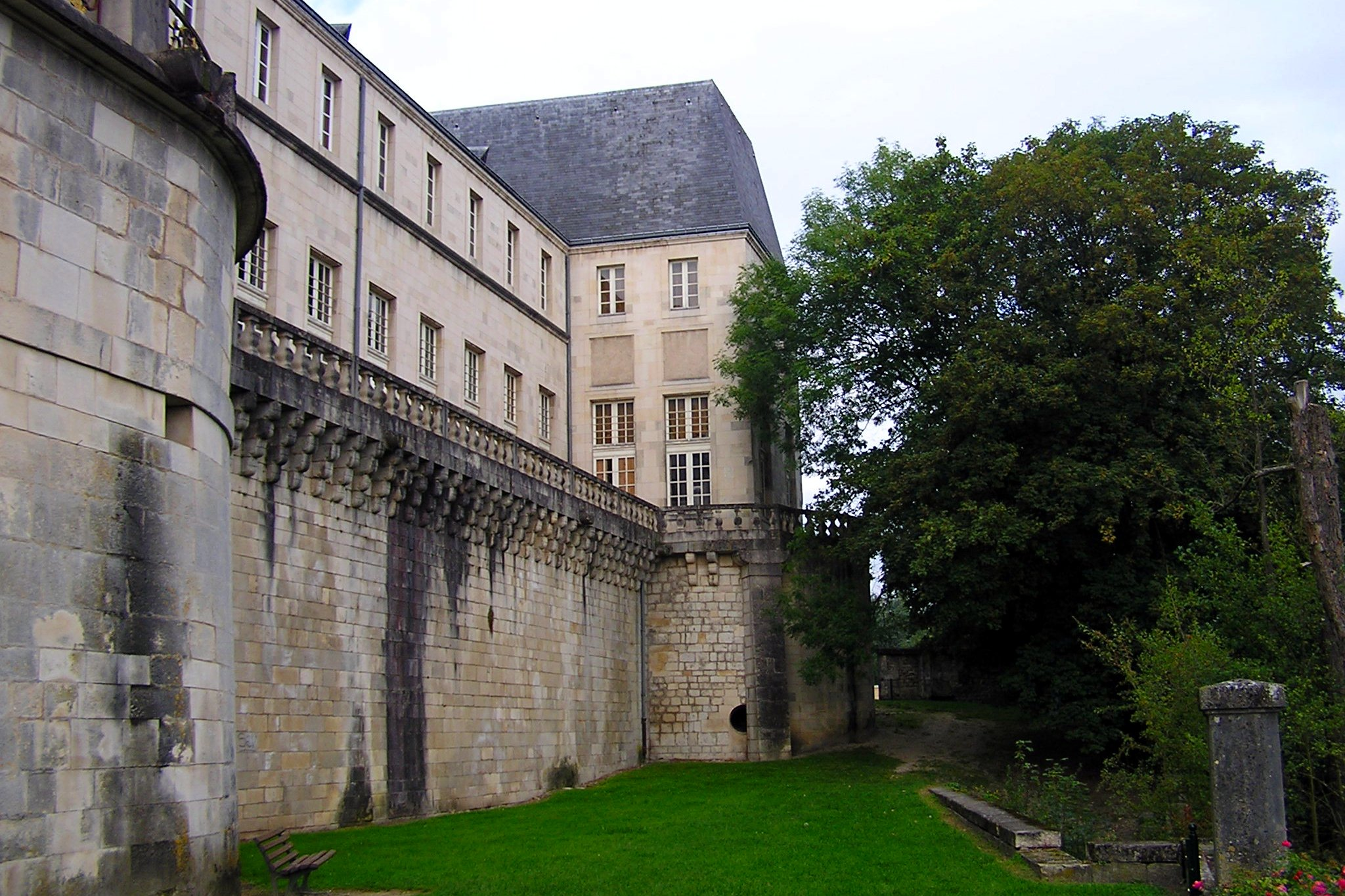
Veduta posteriore del castello di Commercy, (photo Emmanuel Brunner, 2007).